# Cascavel Airport
Cascavel Airport (portugisiska: Aeroporto de Cascavel) är en flygplats i Brasilien.   Den ligger i kommunen Cascavel och delstaten Paraná, i den södra delen av landet, 1 200 km sydväst om huvudstaden Brasília. Cascavel Airport ligger 751 meter över havet.
Terrängen runt Cascavel Airport är huvudsakligen platt. Cascavel Airport ligger uppe på en höjd. Runt Cascavel Airport är det tätbefolkat, med 266 invånare per kvadratkilometer.. Närmaste större samhälle är Cascavel, 6,7 km nordost om Cascavel Airport.
Omgivningarna runt Cascavel Airport är en mosaik av jordbruksmark och naturlig växtlighet.